# Stepperg

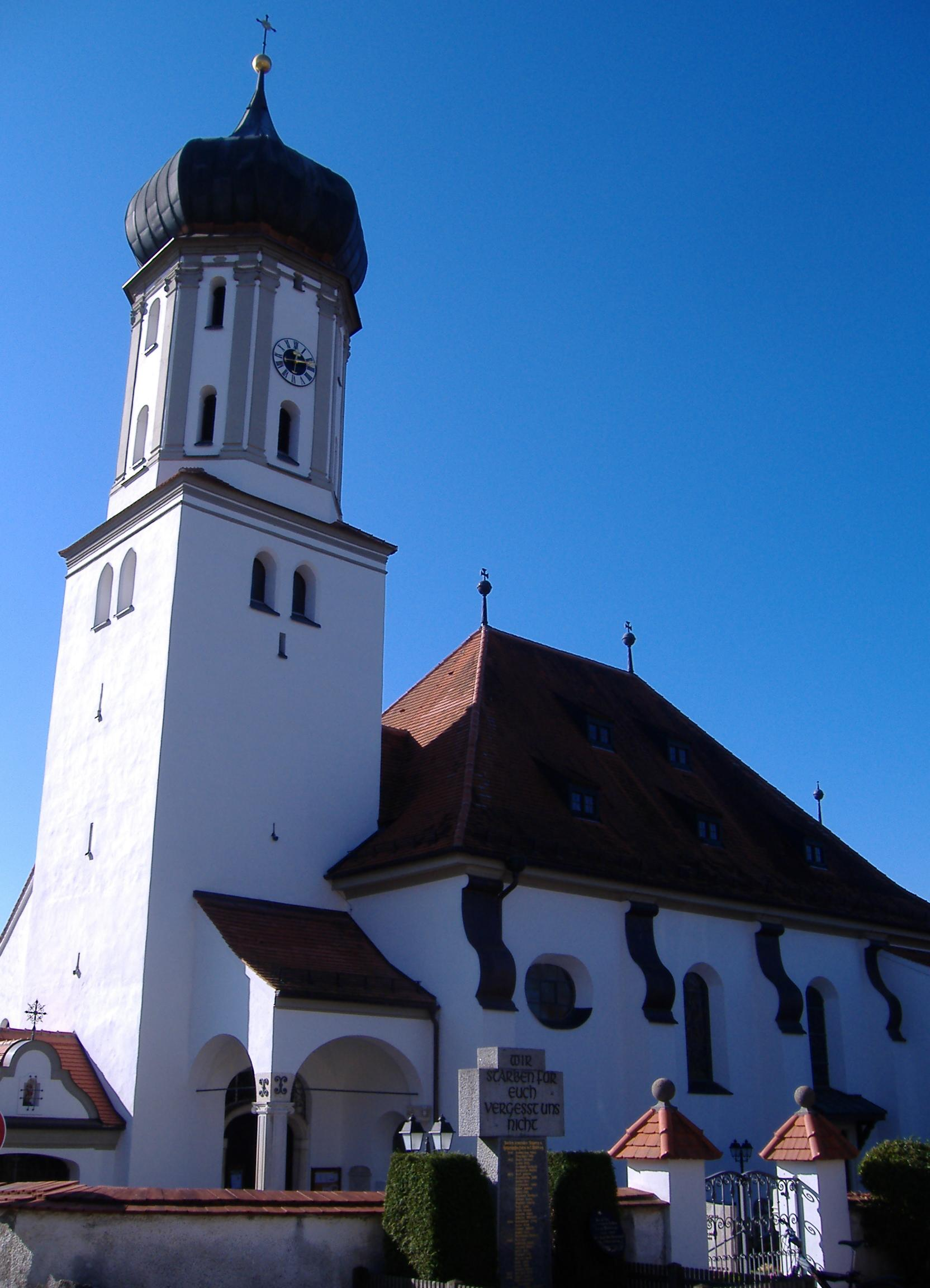
Pfarrkirche St. Michael

Stepperg ist ein Pfarrdorf und Ortsteil des Marktes Rennertshofen im Landkreis Neuburg-Schrobenhausen im Regierungsbezirk Oberbayern. Zur Gemarkung gehören auch noch der Antoniberg und die beiden Einöden Hundertthalermühle und Sprößlmühle.

## Geographie

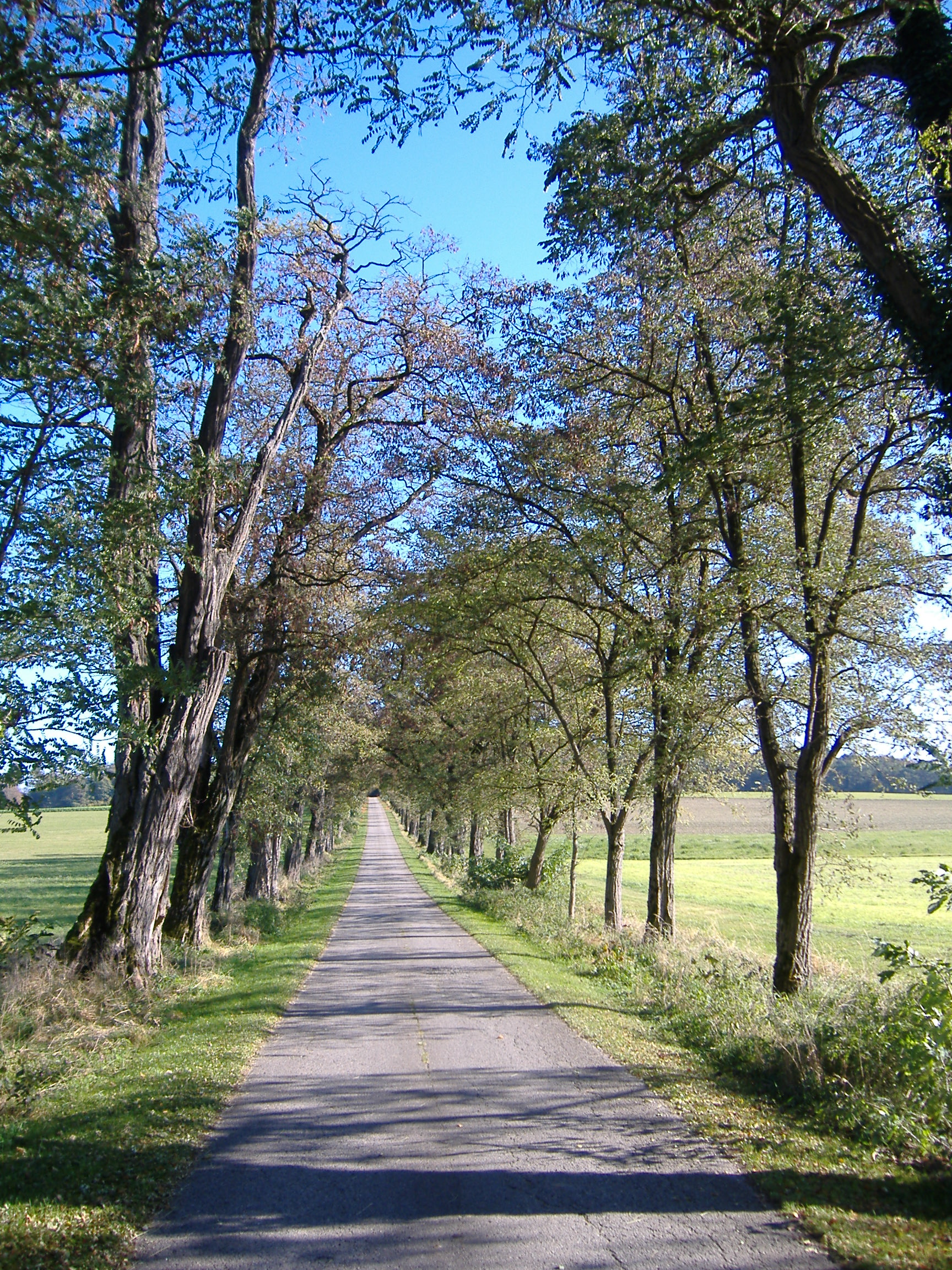
Robinienallee (Antonibergstraße)

Stepperg liegt südöstlich des Hauptorts Rennertshofen am Südrand der Südlichen Frankenalb, der das Donautal im Norden begrenzt.
Südlich von Stepperg, etwa in der Nähe des Stepperger Schlosses, liegt die Mündung der von Nordwesten kommenden Ussel in die Donau.
Ferner mündet die Friedberger Ach (in die nur 300 m zuvor die Kleine Paar mündet) gegenüber von Stepperg von Süden in die Donau, nachdem sie diese eine ganze Strecke parallel in deren Auen begleitet hat.
Verkehrstechnisch liegt es direkt an der Staatsstraße St 2214 von Rennertshofen nach Neuburg an der Donau.
Die Nachbarorte von Stepperg sind im Nordwesten Hatzenhofen und der Hauptort Rennertshofen, im Norden Treidelheim und Siglohe und im Osten Dittenfeld und Riedensheim. Im Süden grenzt die westöstlich fließende Donau an, hinter der der Burgheimer Ortsteil Straß und der Oberhausener Ortsteil Unterhausen liegen.
Stepperg wurde in einem Plan von 1903 als Ausgangspunkt für eine Wasserstraßenverbindung von der Donau nach Nürnberg zum Ludwig-Donau-Main-Kanal vorgesehen (siehe auch Main-Donau-Kanal).

## Geschichte

### Altertum

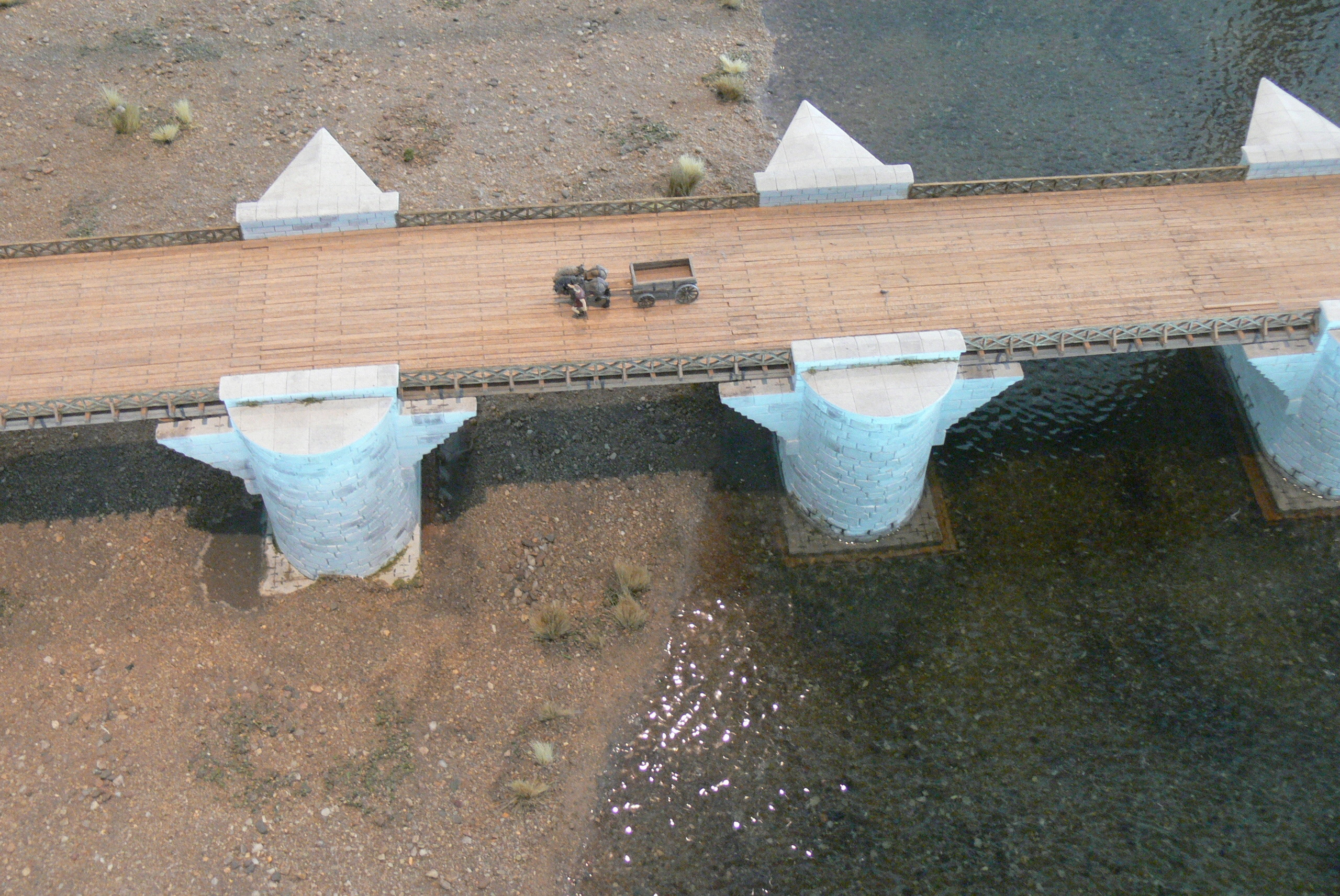
Modell der Römerbrücke in Stepperg, Keltenmuseum Manching

Jungsteinzeitliche Einzelfunde nahe der Landstraße weisen auf eine frühe menschliche Besiedelung der Gegend hin. Dort wurden auch Siedlungsreste der Hügelgräberbronzezeit gefunden und auf der Ostseite des Hartl bronzezeitliche Hügelgräber.
Am Ostfuß des Antonibergs südlich von Stepperg befand sich eine wichtige hölzerne Römerbrücke über die Donau (ein Modell ist im Kelten-Römer-Museum in Manching zu sehen) – dort wurde auch ein römischer Weihestein an Neptunus Danuvius gefunden. Im Hartl, im Aufeld und nahe der Römerbrücke befanden sich auch die Reste dreier römischer Gutshöfe, ferner eines spätantiken Fingerrings mit Kreuzzeichen. An der Donaubrücke in Stepperg nahm die Römerstraße entlang des Usseltals nach Weißenburg ihren Anfang.

### Landesherren
Stepperg, ehemals Stettenberg (Stätte am Berg) lag seit jeher im herzoglichen, ab 788 königlichen Amt Neuburg an der Donau. Die Landesherren waren jeweils königliche Lehensmänner, so 1197 bis 1214 die Kalendine zu Neuburg, 1214 bis 1247 die Pappenheimer und ab 1247 die Wittelsbacher.
Schon die Pappenheimer setzten Ministeriale ein und gründeten eine Hofmark in Stepperg. Diese Ministerialen gründeten das Ortsadelsgeschlecht der Herren von Stepperg, die ihren Sitz im noch existierenden Schloss Stepperg südlich des Ortes hatten. Durch die Jahrhunderte hatte das Schloss zahlreiche Besitzer.

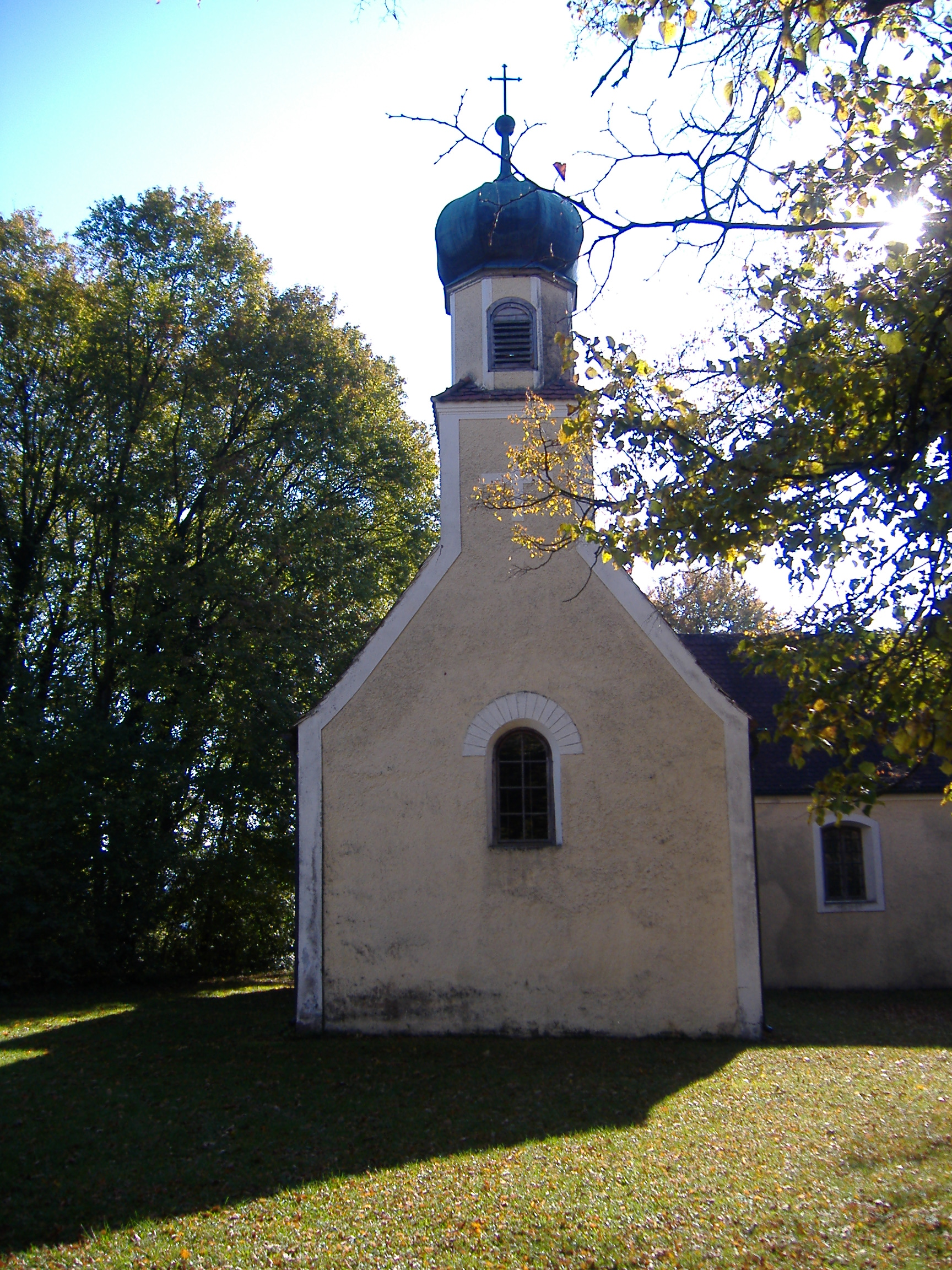
Antonibergkapelle

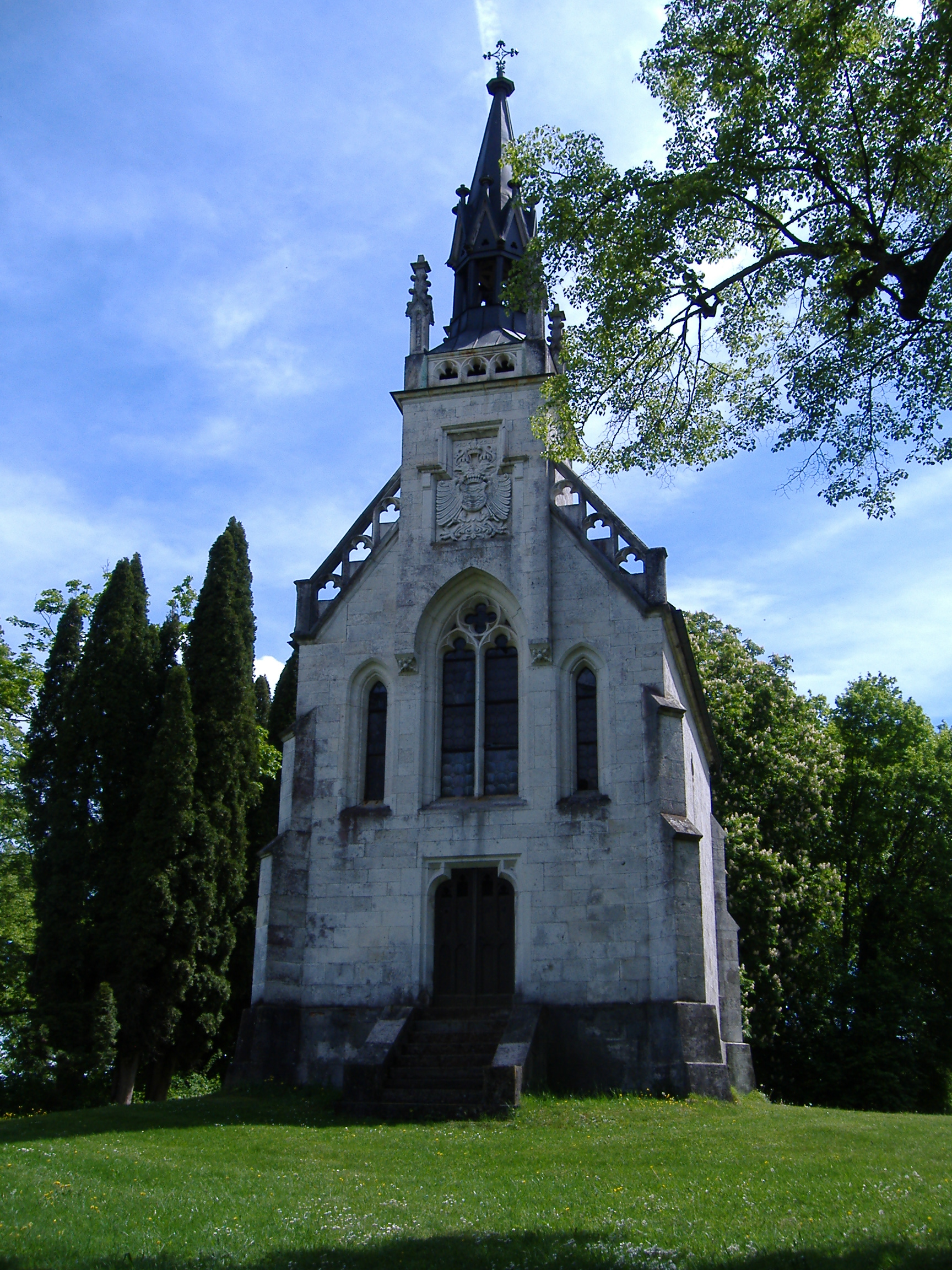
Gruftkapelle der von Arco und von Moy auf dem Antoniberg

Von 1505 bis 1808 gehörte Stepperg dem Herzogtum Pfalz-Neuburg an und wurde dann Bestandteil des Königreiches Bayern.

### Gemeinde
Stepperg bildete seit dem zweiten Gemeindeedikt von 1818 mit den Einöden Antoniberg, Hundertthalermühle und Sprößlmühle eine Gemeinde im Landgericht Neuburg an der Donau; mit der Trennung von Justiz und Verwaltung war für letztere ab 1. Juli 1862 das Bezirksamt Neuburg an der Donau zuständig. Bis zum 30. Juni 1972 war Stepperg mit seinen Ortsteilen eine selbständige Gemeinde im schwäbischen Landkreis Neuburg an der Donau und wurde im Zuge der Gebietsreform in Bayern dem jetzt oberbayerischen vergrößerten Landkreis Neuburg an der Donau, der am 1. Mai 1973 den Namen Landkreis Neuburg-Schrobenhausen erhielt, zugeschlagen. Am 1. Januar 1978 erfolgte die Eingemeindung in den Markt Rennertshofen.

### Pfarrei und Kirche Sankt Michael
Die Pfarrei Sankt Michael in Stepperg gehört zur Pfarreiengemeinschaft Urdonautal im Dekanat Neuburg-Schrobenhausen im Bistum Augsburg. Zur Pfarrei gehören auch die Filialkirche Sankt Stephanus in Riedensheim, Hatzenhofen sowie Hundertthalermühle und Sprößlmühle.
Die Langhaus der Pfarrkirche Sankt Michael wurde 1907 vom Münchener Architekten Gabriel von Seidl anstelle des Vorgängerbaues von 1732 errichtet. Der mittelalterliche Turm wurde beibehalten. Die Kirche befindet sich am südwestlichen Ende des Dorfes, umgeben vom Friedhof, in der Nähe des Schlosses.

### Antoniberg
Auf dem Antoniberg südöstlich von Stepperg ließ 1676 der damaligen Schlossherr Freiherr von Servi eine Kirche erbauen, die dem Heiligen Antonius geweiht wurde. In dieser hauste bis 1827 ein Eremit. Freiherr Johann Sebastian von Staader ließ Ende des 18. Jahrhunderts den rechtwinkligen Anbau, die St.-Anna-Kirche, errichten. Die Deckenbilder und Fresken in der Antoniuskapelle sind von Joseph Leitkrath (um 1780).
Auf dem Antoniberg befand sich die Familiengruft der Grafen von Arco-Stepperg. 1852/55 wurde daneben eine Gruftkapelle für die bayerische Kurfürstin Maria Leopoldine von Österreich-Este unter der Leitung von Professor von Volz aus München errichtet. Es ist ein neugotischer Bau mit Fialentürmchen.

## Sehenswürdigkeiten

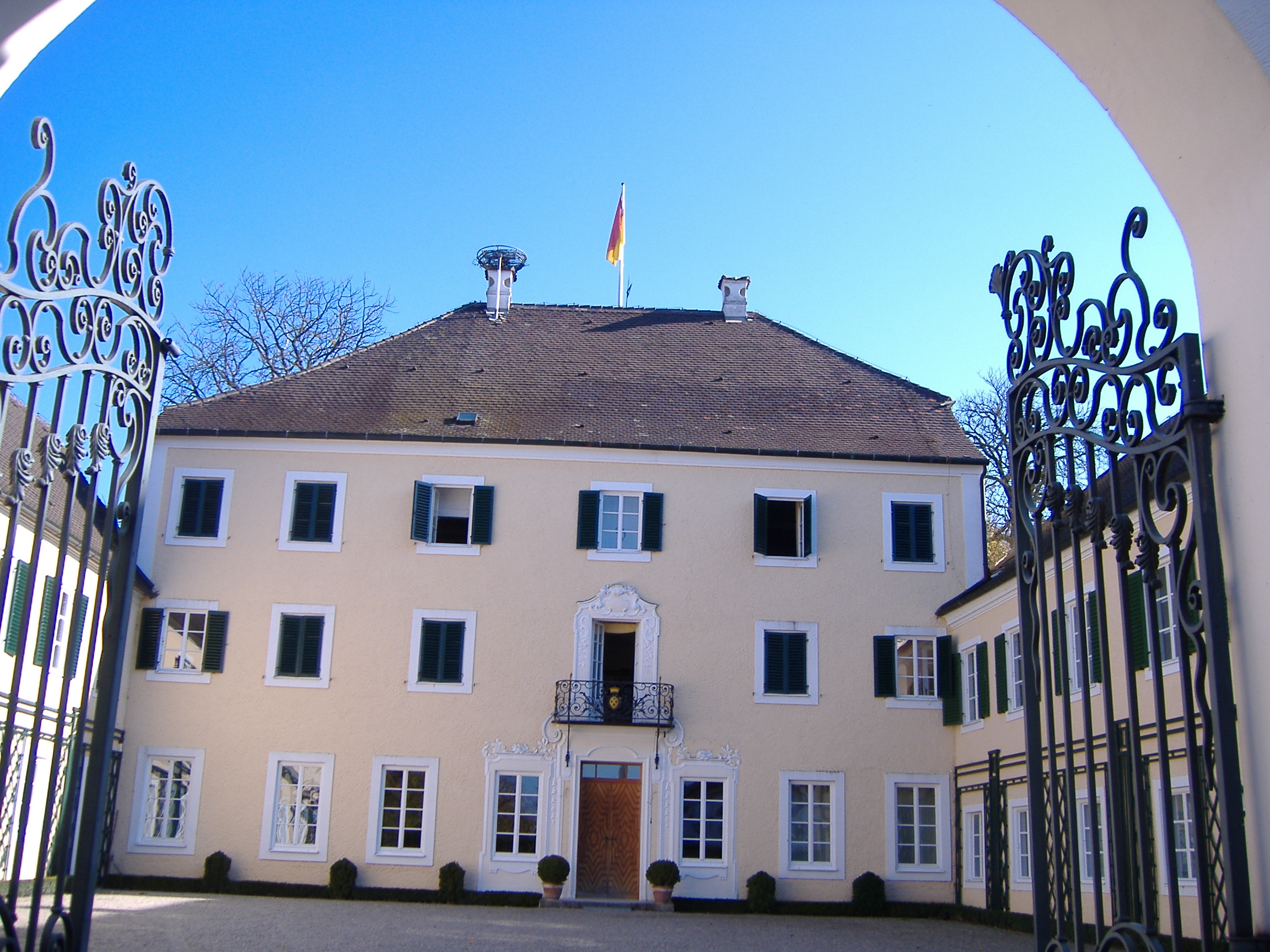
Schloss Stepperg (Mitteltrakt)

Siehe auch: Liste der Baudenkmäler in Stepperg
- Pfarrkirche St. Michael
- Antoniberg mit Gruftkapelle, Antonius- und Anna-Kapelle
- Schloss Stepperg

## Persönlichkeiten
- Aloys von Arco-Stepperg (1808 in Stepperg – 1891 in Anif), Gutsbesitzer, Offizier und Politiker
- Maximilian von Arco-Zinneberg, genannt der „Adlergraf“ (1811 in Stepperg – 1885 in Meran), Schlossherr von Zinneberg
- Erik Geijar-Geiger (1888 in Stepperg – 1945 im Speziallager Sachsenhausen), Regisseur, Stummfilmschauspieler und NS-Kulturfunktionär